# Campeonato Sul-Americano de Rugby Seven Feminino de 2005
O Campeonato Sul-Americano de Rugby Seven Feminino de 2005 foi a II edição deste torneio. O torneio foi realizado em São Paulo, no Brasil e foi vencido pelo Brasil.

## Seleções participantes
- Argentina
- Brasil
- Chile
- Colômbia
- Paraguai
- Peru
- Uruguai
- Venezuela

## Jogos
| Data                   | Grupo A           | Grupo A           | Grupo A           |
| ---------------------- | ----------------- | ----------------- | ----------------- |
| 19 de Novembro de 2005 | Brasil            | 36-5              | Argentina         |
| 19 de Novembro de 2005 | Uruguai           | 19-5              | Peru              |
| 19 de Novembro de 2005 | Brasil            | 34-0              | Uruguai           |
| 19 de Novembro de 2005 | Argentina         | 48-0              | Peru              |
| 19 de Novembro de 2005 | Brasil            | 52-0              | Peru              |
| 19 de Novembro de 2005 | Argentina         | 17-0              | Uruguai           |
| Data                   | Grupo B           | Grupo B           | Grupo B           |
| 19 de Novembro de 2005 | Venezuela         | 10-7              | Colômbia          |
| 19 de Novembro de 2005 | Chile             | 17-0              | Paraguai          |
| 19 de Novembro de 2005 | Venezuela         | 15-0              | Chile             |
| 19 de Novembro de 2005 | Colômbia          | 29-0              | Paraguai          |
| 19 de Novembro de 2005 | Colômbia          | 25-5              | Chile             |
| 19 de Novembro de 2005 | Venezuela         | 29-0              | Paraguai          |
| Data                   | Semifinais Bronze | Semifinais Bronze | Semifinais Bronze |
| 20 de Novembro de 2005 | Chile             | 36-0              | Peru              |
| 20 de Novembro de 2005 | Uruguai           | 19-0              | Paraguai          |
| Data                   | Semifinais Ouro   | Semifinais Ouro   | Semifinais Ouro   |
| 20 de Novembro de 2005 | Brasil            | 21-0              | Colômbia          |
| 20 de Novembro de 2005 | Argentina         | 10-5              | Venezuela         |
| Data                   | Final 7º e 8º     | Final 7º e 8º     | Final 7º e 8º     |
| 20 de Novembro de 2005 | Paraguai          | 14-5              | Peru              |
| Data                   | Final Bronze 5º   | Final Bronze 5º   | Final Bronze 5º   |
| 20 de Novembro de 2005 | Chile             | 10-5              | Uruguai           |
| Data                   | Final Prata 3º    | Final Prata 3º    | Final Prata 3º    |
| 20 de Novembro de 2005 | Venezuela         | 19-12             | Colômbia          |
| Data                   | Final Ouro        | Final Ouro        | Final Ouro        |
| 20 de Novembro de 2005 | Brasil            | 34-0              | Argentina         |

## Campeão
| Campeonato Sul-Americano de Rugby Seven Feminino de 2005 |
| -------------------------------------------------------- |
| BRASIL Campeão (2º título)                               |